# Бон-Акорд
Бон-Акорд (англ. Bon Accord) — містечко в Канаді, у провінції Альберта, у складі муніципального району Стерджон.

## Населення
За даними перепису 2016 року, містечко нараховувало 1529 осіб, показавши зростання на 2,8%, порівняно з 2011-м роком. Середня густина населення становила 718,7 осіб/км².
З офіційних мов обидвома одночасно володіли 80 жителів, тільки англійською — 1 445. Усього 40 осіб вважали рідною мовою не одну з офіційних.
Працездатне населення становило 890 осіб (75,7% усього населення), рівень безробіття — 12,9% (13,4% серед чоловіків та 12,3% серед жінок). 93,8% осіб були найманими працівниками, а 4,5% — самозайнятими.
Середній дохід на особу становив $53 505 (медіана $50 517), при цьому для чоловіків — $68 662, а для жінок $37 638 (медіани — $70 997 та $35 157 відповідно).
32,3% мешканців мали закінчену шкільну освіту, не мали закінченої шкільної освіти — 15,3%, 51,9% мали післяшкільну освіту, з яких 16,4% мали диплом бакалавра, або вищий.
| Статево-вікова структура населення | Статево-вікова структура населення | Статево-вікова структура населення | Статево-вікова структура населення | Статево-вікова структура населення |
| ---------------------------------- | ---------------------------------- | ---------------------------------- | ---------------------------------- | ---------------------------------- |
|                                    |                                    |                                    |                                    |                                    |
| Всього                             | Всього                             | 49,2%50,8%                         |                                    |                                    |
| 0 — 14 років                       | 0 — 14 років                       |                                    | 22,5%                              | 22,5%                              |
| 15 — 64 років                      | 15 — 64 років                      |                                    | 69,9%                              | 69,9%                              |
| 65 і більше                        | 65 і більше                        |                                    | 7,5%                               | 7,5%                               |
| 85 і більше                        | 85 і більше                        |                                    | 0,3%                               | 0,3%                               |
| Середній вік (років)               | Середній вік (років)               | 35,435,0                           | 35,2                               | 35,2                               |
| Медіана (років)                    | Медіана (років)                    | 34,635,0                           | 34,8                               | 34,8                               |
| — чоловіки — жінки                 |                                    |                                    |                                    |                                    |

| Походження мешканців:     | Походження мешканців:     | Походження мешканців: | Походження мешканців: | Походження мешканців: |
| ------------------------- | ------------------------- | --------------------- | --------------------- | --------------------- |
| Походження                |                           |                       | осіб                  | %                     |
| Корінні американці        | Корінні американці        |                       | 130                   | 8.5%                  |
| Інше північноамериканське | Інше північноамериканське |                       | 620                   | 40.55%                |
| Європейське               | Європейське               |                       | 1 220                 | 79.79%                |
| британське                | британське                |                       | 815                   | 53.3%                 |
| французьке                | французьке                |                       | 230                   | 15.04%                |
| українське                | українське                |                       | 295                   | 19.29%                |
| Латинськоамериканське     | Латинськоамериканське     |                       | 25                    | 1.64%                 |
| Карибське                 | Карибське                 |                       | 10                    | 0.65%                 |
| Азійське                  | Азійське                  |                       | 15                    | 0.98%                 |

| Зайнятість населення за галузями (за класифікацією NOC): | Зайнятість населення за галузями (за класифікацією NOC): | Зайнятість населення за галузями (за класифікацією NOC): | Зайнятість населення за галузями (за класифікацією NOC): | Зайнятість населення за галузями (за класифікацією NOC): |
| -------------------------------------------------------- | -------------------------------------------------------- | -------------------------------------------------------- | -------------------------------------------------------- | -------------------------------------------------------- |
|                                                          |                                                          |                                                          |                                                          |                                                          |
| Управління                                               | Управління                                               |                                                          | 5,1%                                                     | 5,1%                                                     |
| Бізнес, фінанси та адміністрування                       | Бізнес, фінанси та адміністрування                       |                                                          | 13,7%                                                    | 13,7%                                                    |
| Природничі та прикладні науки                            | Природничі та прикладні науки                            |                                                          | 4%                                                       | 4%                                                       |
| Охорона здоров'я                                         | Охорона здоров'я                                         |                                                          | 4,6%                                                     | 4,6%                                                     |
| Освіта, правозахист, муніципальні та урядові служби      | Освіта, правозахист, муніципальні та урядові служби      |                                                          | 19,4%                                                    | 19,4%                                                    |
| Мистецтво, культура, відпочинок та спорт                 | Мистецтво, культура, відпочинок та спорт                 |                                                          | 1,7%                                                     | 1,7%                                                     |
| Роздрібна торгівля та послуги                            | Роздрібна торгівля та послуги                            |                                                          | 14,9%                                                    | 14,9%                                                    |
| Гуртова торгівля, транспорт та обладнання                | Гуртова торгівля, транспорт та обладнання                |                                                          | 33,1%                                                    | 33,1%                                                    |
| Природні ресурси, сільське господарство                  | Природні ресурси, сільське господарство                  |                                                          | 2,3%                                                     | 2,3%                                                     |
| Виробництво                                              | Виробництво                                              |                                                          | 2,3%                                                     | 2,3%                                                     |

## Клімат
Середня річна температура становить 2°C, середня максимальна – 20,9°C, а середня мінімальна – -22,1°C. Середня річна кількість опадів – 470 мм.
| Клімат поселення                              | Клімат поселення | Клімат поселення | Клімат поселення | Клімат поселення | Клімат поселення | Клімат поселення | Клімат поселення | Клімат поселення | Клімат поселення | Клімат поселення | Клімат поселення | Клімат поселення | Клімат поселення |
| Показник                                      | Січ.             | Лют.             | Бер.             | Квіт.            | Трав.            | Черв.            | Лип.             | Серп.            | Вер.             | Жовт.            | Лист.            | Груд.            |                  |
| Середній максимум, °C                         | −8,56            | −4,2             | 1,12             | 10,20            | 17,09            | 20,92            | 20,46            | 19,94            | 14,89            | 9,40             | −0,86            | −7,84            |                  |
| Середня температура, °C                       | −15,32           | −10,94           | −5,63            | 3,45             | 10,30            | 14,17            | 15,76            | 15,24            | 10,16            | 4,70             | −5,57            | −12,55           |                  |
| Середній мінімум, °C                          | −22,08           | −17,7            | −12,39           | −3,31            | 3,56             | 7,41             | 11,04            | 10,53            | 5,45             | −0,02            | −10,27           | −17,27           |                  |
| Норма опадів, мм                              | 24               | 14               | 18               | 25               | 47               | 87               | 90               | 61               | 40               | 23               | 22               | 19               |                  |
| Середньомісячна швидкість вітру, м/с          | 3.13             | 3.20             | 3.30             | 3.60             | 3.70             | 3.30             | 3.00             | 2.90             | 3.10             | 3.40             | 3.30             | 3.20             |                  |
| Середньомісячна сонячна радіація, кДж/м²·день | 3363             | 6887             | 12222            | 17380            | 20482            | 21886            | 22095            | 18425            | 12480            | 7328             | 3670             | 2430             |                  |
| --------------------------------------------- | ---------------- | ---------------- | ---------------- | ---------------- | ---------------- | ---------------- | ---------------- | ---------------- | ---------------- | ---------------- | ---------------- | ---------------- | ---------------- |
| Джерело:                                      |                  |                  |                  |                  |                  |                  |                  |                  |                  |                  |                  |                  |                  |